# Trà bơ
Trà bơ, hay còn được gọi là Bho jha (chữ Tạng: བོད་ཇ་; Wylie: bod ja, "Trà Tây Tạng"), cha süma (chữ Tạng: ཇ་སྲུབ་མ་; Wylie: ja srub ma, "Trà khuấy", tiếng Quan thoại: sūyóu chá (酥油茶, tô du trà), su ja (chữ Tạng: སུ་ཇ; Wylie: Suja, "trà khuấy") trong tiếng Dzongkha hoặc gur gur cha trong tiếng Ladakh) hay yak milk tea trong tiếng Anh là một loại thức uống của người dân vùng Himalaya ở Nepal, Bhutan, Pakistan (đặc biệt là ở Gilgit-Baltistan và phía Bắc Khyber Pakhtunkhwa), Afghanistan, Kazakhstan, Tajikistan, Đông Turkestan, Tây Tạng và các khu vực phía tây của Trung Quốc, Trung Á và vùng Caribe ngày nay. Theo truyền thống, nó được làm từ lá trà, bơ Yak, nước, và muối ăn, mặc dù bơ được làm từ sữa bò ngày càng được ưa chuộng do tính sẵn có và chi phí thấp hơn.
Trà bơ có khả năng bắt nguồn từ vùng Himalaya, giữa Tây Tạng và tiểu lục địa Ấn Độ.

## Lịch sử
Lịch sử của trà ở Tây Tạng bắt nguồn từ thế kỷ 7 thời nhà Đường. Tuy nhiên, trà bơ đã không trở nên phổ biến ở Tây Tạng cho đến khoảng thế kỷ 13, trong triều đại Phagmodrupa.
Theo truyền thuyết, một công chúa Trung Quốc đã kết hôn với một vị vua của Tây Tạng, người sau này đã giúp thiết lập các tuyến đường thương mại giữa Trung Quốc và Tây Tạng. Những con đường thương mại này đã mang trà vào Tây Tạng từ Trung Quốc. Sau đó, bơ được thêm vào trà được mang đến từ Trung Quốc vì bơ là nguyên liệu chính trong ẩm thực Tây Tạng.
Đến thế kỷ thứ 8, việc uống trà đã trở nên phổ biến ở Tây Tạng. Vào thế kỷ 13, trà được sử dụng trong các nghi lễ tôn giáo của người Tây Tạng.
Ngày nay, trà bơ vẫn còn phổ biến ở Tây Tạng, vì người dân uống tới 60 tách trà nhỏ mỗi ngày.

## Chuẩn bị

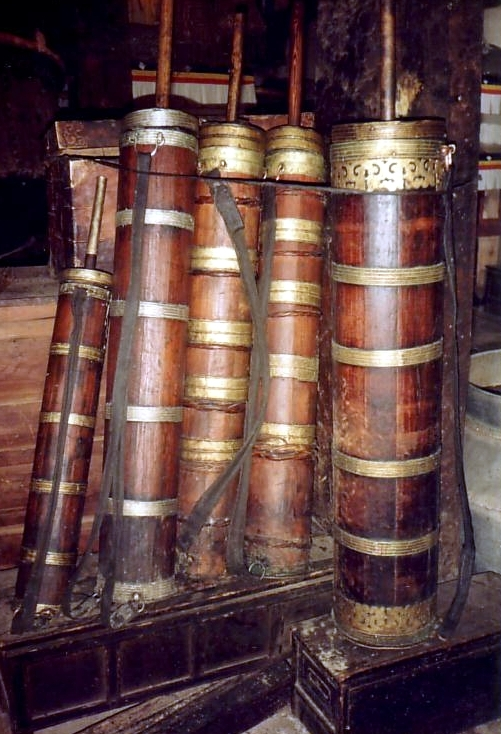
Dụng cụ khuấy trà bơ, Tu viện Sera, Tây Tạng

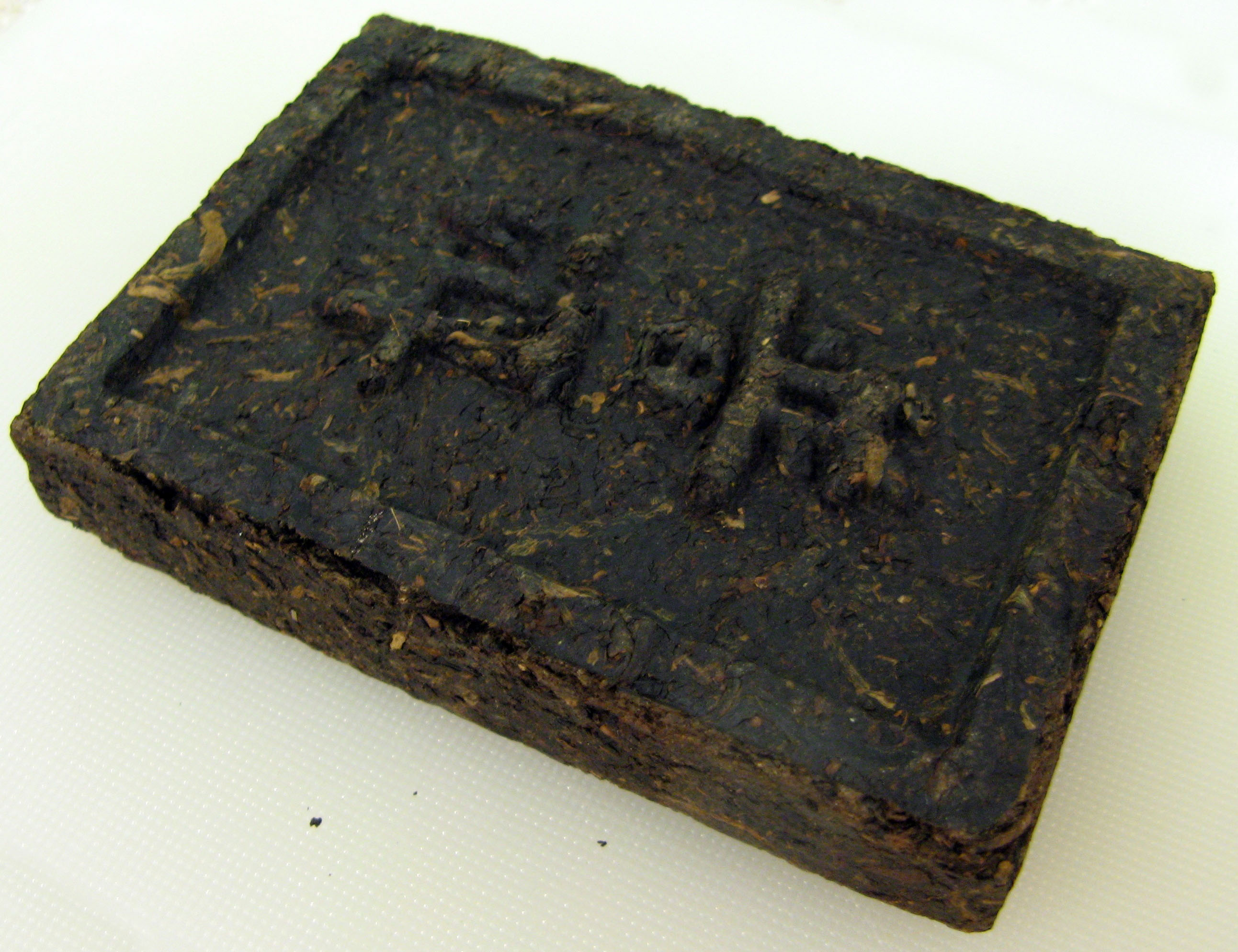
Gạch trà Pu-erh với các ký tự Trung Quốc được đúc trên đầu

Chất lượng cao nhất của trà bơ được làm bằng cách đun sôi lá trà Phổ Nhĩ trong nước trong nửa ngày, thu được màu nâu sẫm. Sau đó, nó được hớt bọt và đổ vào một hình trụ với bơ yak tươi và muối, sau đó được lắc. Kết quả là một chất lỏng có độ dày của một món hầm hoặc dầu đặc. Sau đó nó được đổ vào ấm hoặc lọ.
Một phương pháp khác là đun sôi nước và cho một nắm trà vào nước, ngâm cho đến khi chuyển sang màu gần như đen. Sau đó, muối ăn được thêm vào, cùng với một ít soda nếu muốn. Sau đó, trà được lọc qua một cái chao bằng lông ngựa hoặc sậy vào một cái thùng đánh bơ bằng gỗ, và một cục bơ lớn được thêm vào. Sau đó, trà được khuấy cho đến khi trà đạt độ đặc thích hợp và được chuyển sang các nồi đồng đặt trên lò than để giữ ấm. Khi không có dụng cụ khuấy, một bát gỗ và khuấy nhanh là đủ.
Mỗi ấm trà và tách trà tượng trưng cho mức sống của mỗi gia đình. Nồi gốm được sử dụng rộng rãi nhất, trong khi những chiếc nồi làm từ đồng hoặc đồng thau có thể được sử dụng bởi các gia đình có mức sống cao hơn.
Ở Tu viện Ganden tại Lhasa, Tây Tạng, họ chuẩn bị thức ăn cho khoảng 2.500 nhà sư. Trong thời gian này, họ chuẩn bị loại trà truyền thống này trong những chiếc vạc và ấm lớn. Mỗi đêm, họ đun sôi nước và trà chứa khoảng 16 viên trà và hàng trăm kilogram bơ. Mỗi bước đi kèm với lời cầu nguyện riêng của nó. Khi trà đã sẵn sàng, một nhà sư đánh cồng để cho những người khác biết trà đã sẵn sàng.
Ngày nay, khi lá trà, bơ Yak và dụng cụ đánh bơ bằng gỗ chưa có, người ta thường pha trà bơ bằng trà túi lọc, các loại bơ có bán sẵn trên thị trường và máy xay sinh tố để khuấy.

## Trong đời sống

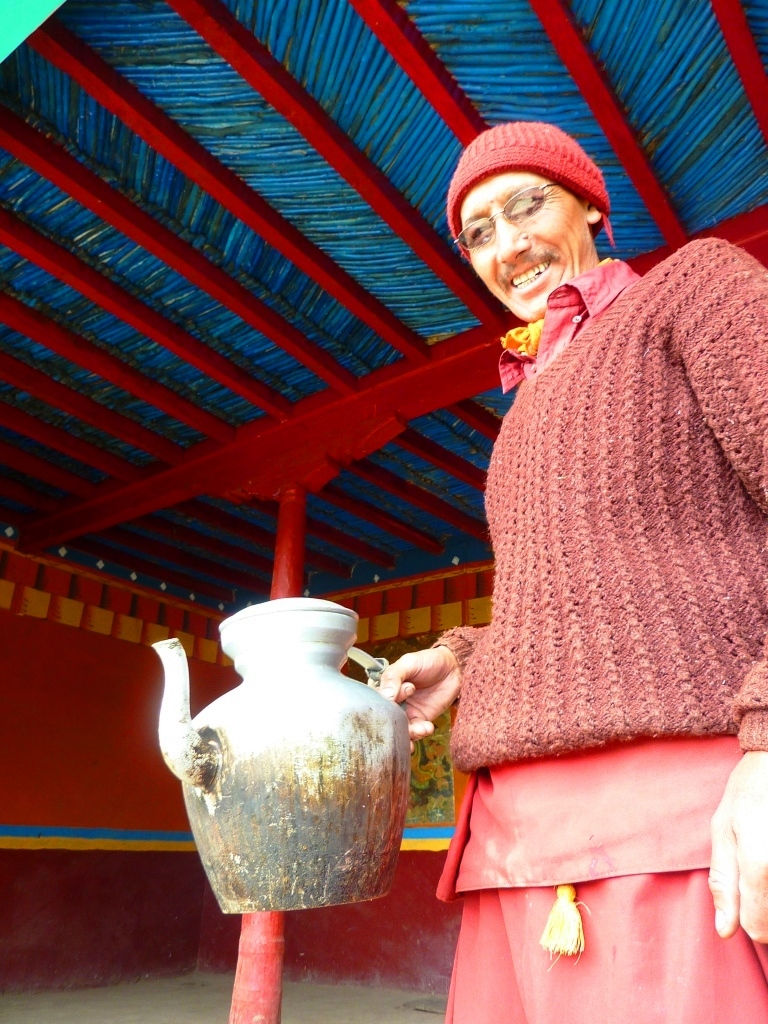
Nhà sư với bình trà bơ tại Tu viện Key, Spiti, Ấn Độ

Uống trà bơ là một phần trong cuộc sống của người Tây Tạng. Trước khi làm việc, một người Tây Tạng thường sẽ thưởng thức vài bát đầy và nó luôn được phục vụ cho khách. Vì bơ là thành phần chính nên trà bơ cung cấp nhiều ca-lo và đặc biệt phù hợp với độ cao lớn. Bơ cũng có thể giúp ngăn ngừa bệnh nẻ môi.
Theo phong tục của người Tây Tạng, trà bơ được uống thành từng ngụm riêng biệt và sau mỗi ngụm, chủ nhà lại rót đầy đến miệng bát. Vì vậy, khách không bao giờ uống cạn bát của mình; nó liên tục đầy thêm. Nếu khách không muốn uống, điều tốt nhất nên làm là để nguyên trà cho đến khi rời đi và sau đó uống cạn bát. Bằng cách này, nghi thức được tuân thủ và chủ nhà sẽ không bị xúc phạm.

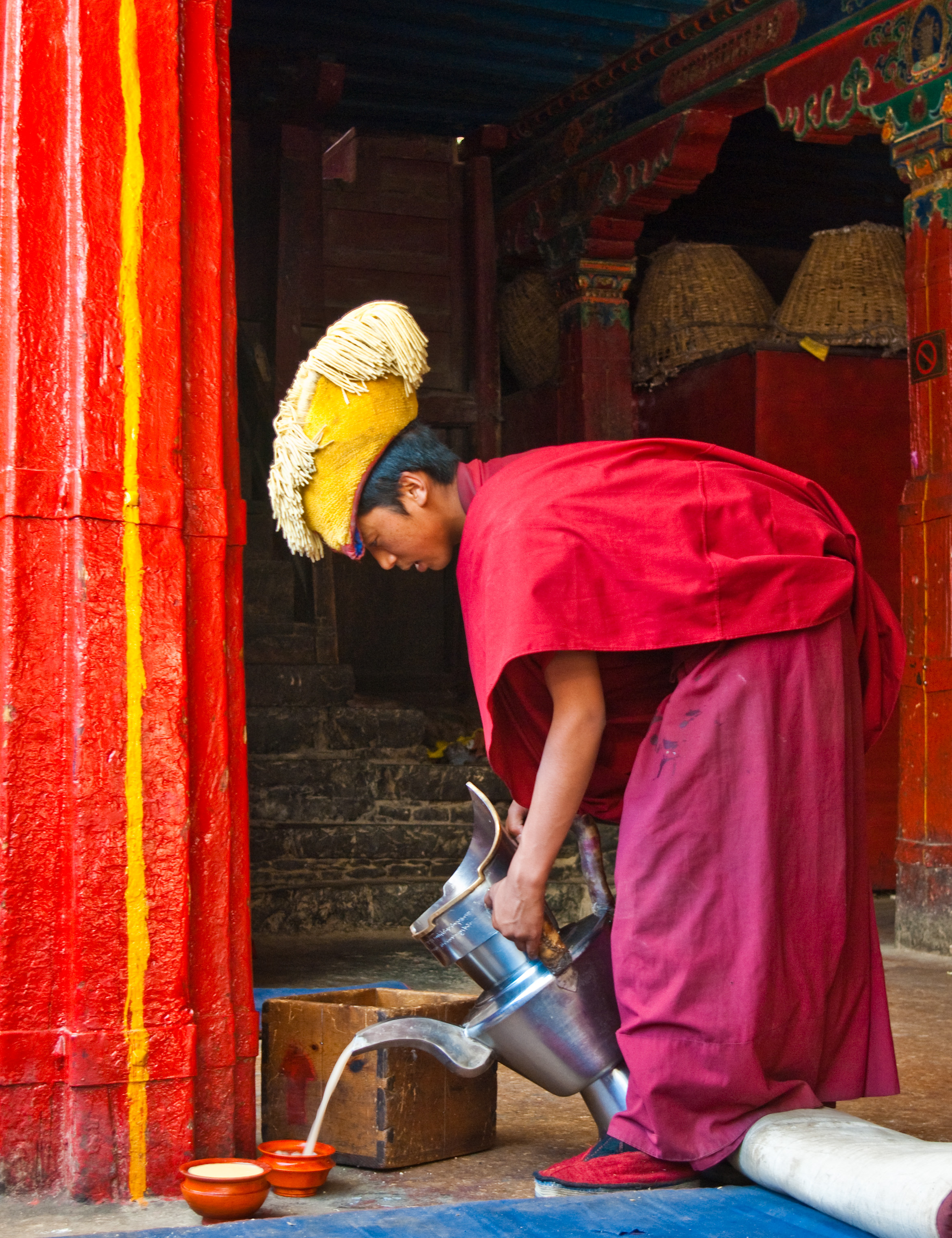
Nhà sư đến từ Tashilhunpo rót trà bơ

Một phong tục khác được người Tây Tạng công nhận là tổ chức lễ sinh nhật cho con cái của họ vài ngày sau khi đứa trẻ chào đời để hóa giải những điều xui xẻo mà đứa trẻ mang từ trong bụng mẹ. Thông thường, lễ kỷ niệm có sự tham gia của bạn bè và người thân của cha mẹ, những người mang quà cho đứa trẻ bao gồm trà bơ Yak.
Phật giáo là một thực tế phổ biến và do niềm tin như vậy, bơ Yak được sử dụng trong trà được đánh giá cao như Karma Palmo. Các nhà sư Tây Tạng sẽ uống trà bơ hai lần một ngày và đôi khi thưởng thức đồ uống này với paksuma, một loại cháo gạo đặc biệt.
Trà bơ cũng được dùng để ăn tsampa bằng cách đổ lên trên, hoặc nhúng tsampa vào đó và trộn đều.
Chất cô đặc, được sản xuất bằng cách đun sôi lá trà nhiều lần, sẽ giữ được trong vài ngày và thường được sử dụng ở các thị trấn. Trà sau đó được kết hợp với muối và bơ trong một chiếc máy khuấy trà đặc biệt (chữ Tạng: མདོང་མོ་, Wylie: mdong mo), 
và khuấy mạnh trước khi dùng nóng. Hiện nay, máy xay sinh tố điện thường được sử dụng.
Mặc dù không có nghi lễ chính thức để pha trà, nhưng trà bơ được uống trong các nghi lễ khác nhau của người Tây Tạng. Trong đám tang của người Sherpa, người thân của người quá cố có phong tục mời khách vào nhà bằng một tách trà bơ. Trong ngày Tết ở Tây Tạng, Losar, các nghi lễ kéo dài ba ngày trong các tu viện. Trước buổi cầu nguyện dài vào buổi chiều, các nhà sư bắt đầu buổi sáng với trà bơ và cơm ngọt.
Trà bơ trong văn hóa Bhutan cũng được uống vào những dịp đặc biệt như đám cưới và lễ Losar. Khi được tổ chức, khách cũng thường được phục vụ Suja cùng với Zao, gạo phồng rang với bơ và đường.

## Trà bơ trong văn hóa đại chúng

### Văn học
Trà bơ được sử dụng trong tựa đề của một tập thơ của người Tây Tạng lưu vong tên là Ten Phun. Anh được sinh ra ở Lhasa, Tây Tạng, mặc dù ngày sinh của anh không có sẵn. Cuốn sách của anh Sweet Butter Tea: A Book of Poems chứa những bài thơ về thời thơ ấu của mình. Đây là tập thơ đầu tiên của anh được xuất bản bằng tiếng Anh. Vì điều này, nhiều bạn bè của anh ở Dharamshala, Ấn Độ đặt cho biệt danh là "Sweet Butter Tea". Dharamsala là nơi mà anh hiện đang cư trú.